# Sonic the Hedgehog (gra komputerowa 8-bit)
Sonic the Hedgehog – druga gra wideo z serii Sonic the Hedgehog i pierwsza z Sonikiem jako bohaterem wydana równocześnie na konsolę trzeciej generacji Sega Master System i handhelda Sega Game Gear.
Gry wydane na dwie ostatnie konsole różnią się w pewnych szczegółach – w wersji na Game Gear gra posiada bogatszą paletę barw jednak mniejszą rozdzielczość ekranu. Spowodowało to redesign tak postaci (sprite Sonica został nieznacznie zmniejszony i zmieniony) oraz poziomów (niektóre odległości uległy skróceniu, a obiekty przybliżeniu). Mimo dodania nowych badników gra wydaje się być nieco łatwiejszą (niektóre poziomy zostały delikatnie zmienione), na 1 z 6 aktów pierwszych i drugich można zdobyć 1 z 6 szmaragdów, które są w samym kolorze niebieskim.
Gra wiele lat później również pojawiła się jako ukryta mini-gra w Sonic Adventure DX (gdzie umieszczono niemal wszystkie gry z serii wydane na Game Gear jako niespodzianki dostępne po wykonaniu danej misji) oraz w kompilacjach Sonic Mega Collection i Sonic Mega Collection Plus.

## Uwaga
1. ↑  Badniki to przeciwnicy z serii Sonic the Hedgehog. Są to zwierzopodobne roboty Doktora Eggmana, często zasilane przez małe zwierzęta zamknięte w ich środku[2]